# Sint-Brixiuskerk (Homburg)

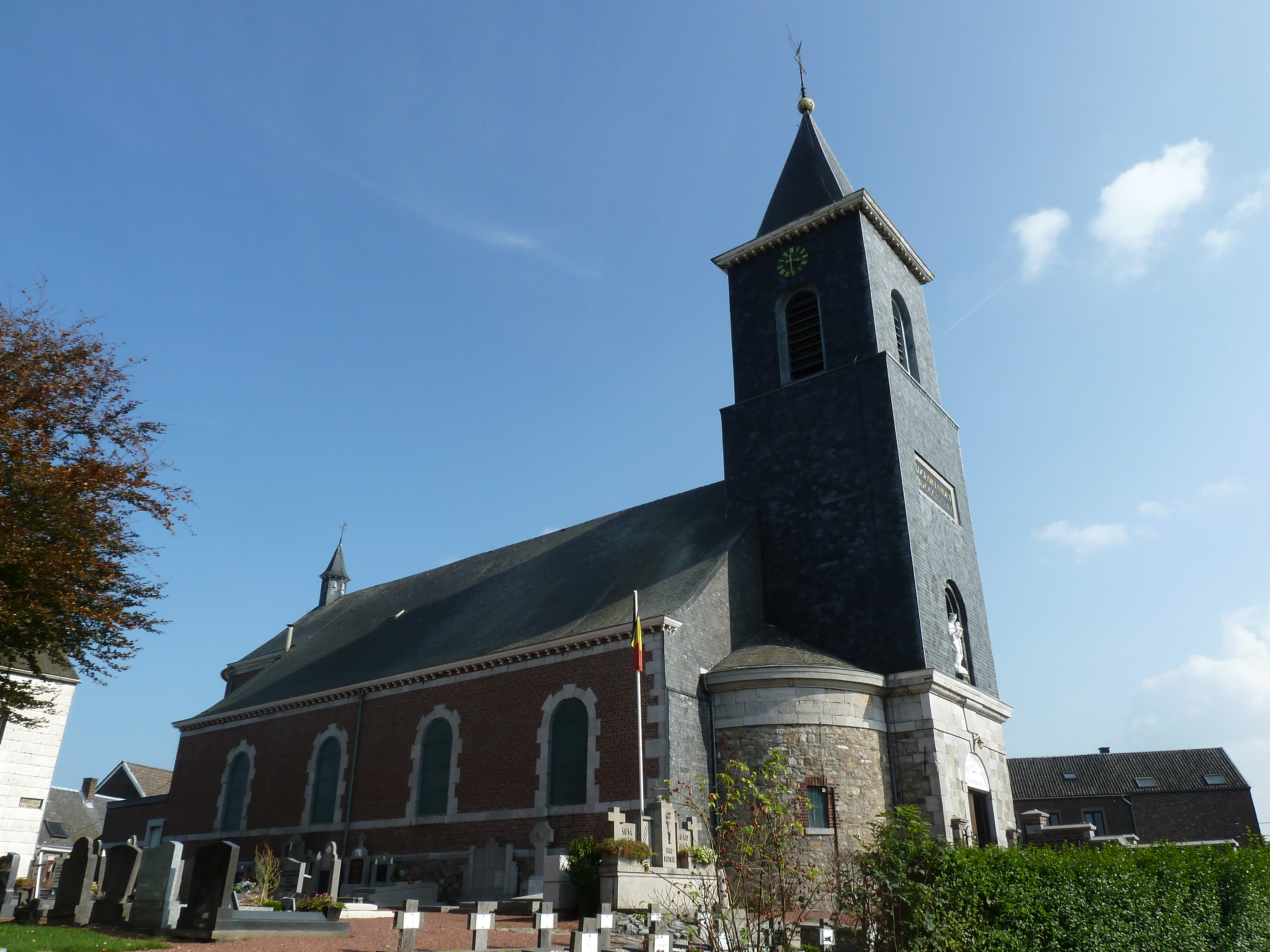
Sint-Brixiuskerk

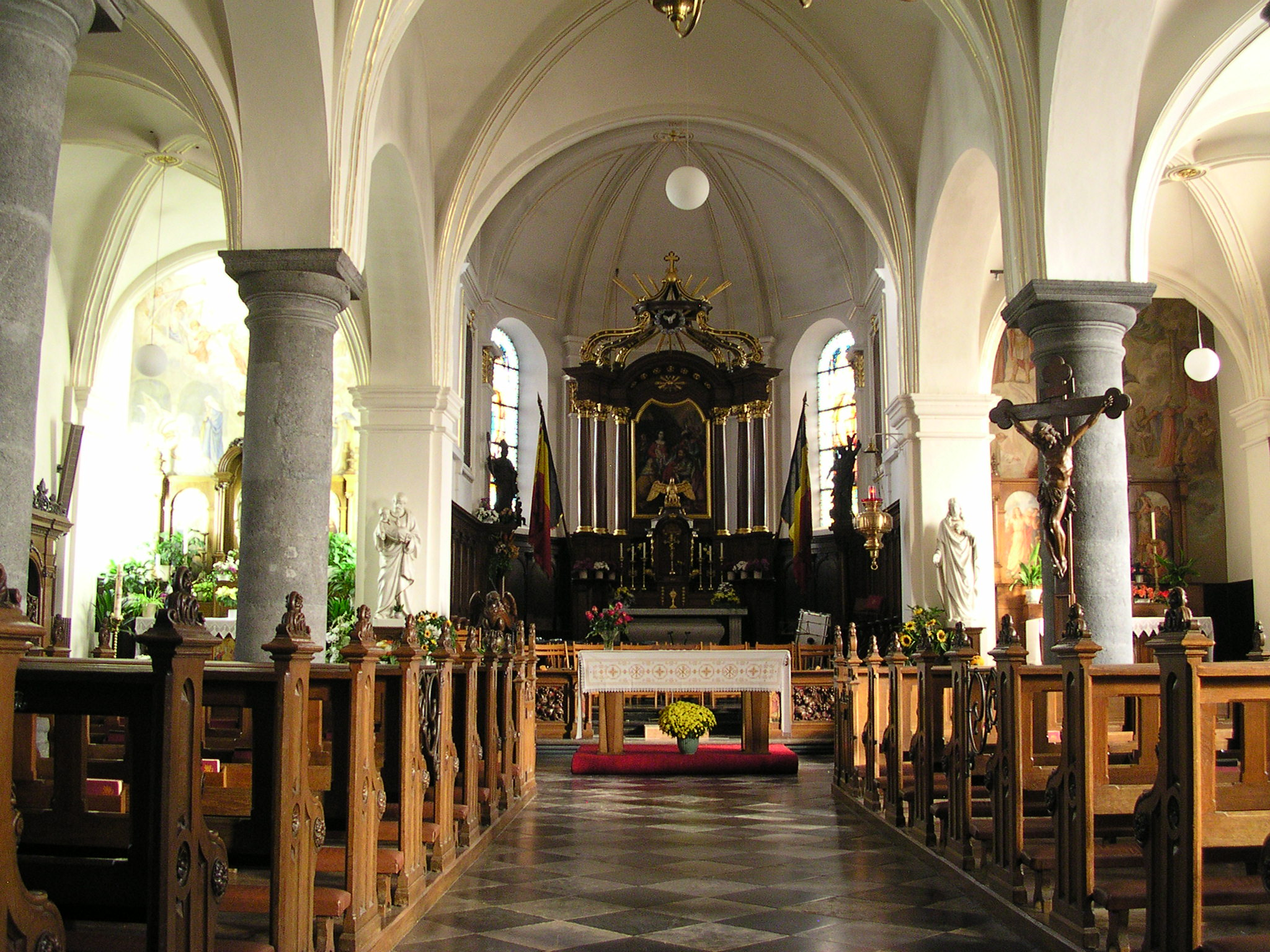
Interieur

De Sint-Brixiuskerk (Frans: Église Saint-Brice) is de parochiekerk van de tot de Belgische gemeente Plombières behorende plaats Homburg, gelegen aan het Centre.

## Geschiedenis
Deze kerk werd in meerdere etappes gebouwd. In 1717 werd een eerder kerkgebouw herbouwd, en daarvan bleef een driebeukig schip van drie traveeën. De scheibogen rusten op Toscaanse zuilen.
In 1838 werd de westtoren gebouwd met een aansluitende travee, terwijl in 1851 de sacristie werd aangebouwd. In 1866 werd het koor inwendig vernieuwd. De onderste geleding van de toren is in kalksteen en zandsteen uitgevoerd, de bovenste geledingen zijn geheel met leien bedekt en het geheel is voorzien van een tentdak.

## Interieur
Het hoofdaltaar is van de 2e helft van de 18e eeuw, en werd vervaardigd door D. Toussaint. Dit altaar bevat een 18e-eeuws schilderstuk, voorstellende de Aanbidding der Wijzen. De beide zijaltaren zijn 19e-eeuws. Het natuurstenen doopvont is van 1641. Een houten Sint-Brixiusbeeld is van omstreeks 1750 evenals een beeld van Sint-Catharina en een Sint-Sebastiaan.
Het orgel is in 1878 vervaardigd door de Maastrichtse orgelbouwers Pereboom & Leijser. Het is recentelijk gerestaureerd.
De kerk bezit een groot aantal glas-in-loodramen.
Op het omringende kerkhof vindt men talrijke grafkruisen vanaf de 16e eeuw, welke tegenwoordig in de kerkhofmuur zijn ingemetseld.